# Hannibal Valdimarsson
Hannibal Valdimarsson, född 13 januari 1903 på gården Fremri-Arnardalur i Eyrarhreppur, död 1 september 1991 i Reykjavik, var en isländsk politiker. 
Hannibal tog examen i Akureyri år 1922 och därefter examen från Jonstrup Statsseminarium i Danmark 1927. Han var medlem i Alltinget 1946–1959 för Alþýðuflokkurinn och Alþýðubandalagið och därefter 1963–1974 för Alþýðubandalagið igen, som självständig. Han satt också i Alltinget för Samtök frjálslyndra og vinstri manna. Han var partiledare för Alþýðuflokkurinn mellan 1952 och 1954, ordförande för facksammanslutningen Alþýðusamband Íslands mellan 1954 och 1971, samt ordförande för valalliansen Alþýðubandalagið. Han var ordförande i Samtök frjálslyndra og vinstrimanna mellan 1969 och 1974 och var social- och hälsominister 1956–1958, samt kommunikations- och socialminister mellan 1971 och 1973.
Hannibal var far till Jón Baldvin Hannibalsson, som blev Islands utrikesminister, och Arnór Hannibalsson, filosof.